# Eugene Parker
Eugene Newman Parker (Houghton, 10 de juny de 1927 - 15 de març de 2022) va ser un astrofísic nord-americà. A mitjan dècada del 1950, Parker va desenvolupar la teoria dels vents solars supersònics i va predir la forma en espiral de Parker del camp magnètic solar al sistema solar exterior. El 1987, Parker va proposar que una miríada de "nanoflamarades", petits flaixos semblants a erupcions solars que es trobarien per tota la superfície del Sol, podrien escalfar la corona solar.
Parker va passar quatre anys a la Universitat de Utah i ha estat a la Universitat de Chicago des del 1955, on ha ocupat càrrecs als departaments de física, astronomia i astrofísica, apart de l'Institut Enrico Fermi. Parker fou elegit a l'Acadèmia Nacional de Ciències el 1967. El 2017, la NASA va reanomenar la seva Solar Probe Plus com Parker Solar Probe en honor seu; era el primer cop que l'organització anomenava una nau en honor d'una persona viva. El 2018, la Societat Física Americana li va lliurar la Medalla per Assoliments Excepcionals en Recerca.